# Scadoxus puniceus
Scadoxus puniceus es una planta de la familia de las amarilidáceas originaria del este y sur de África.

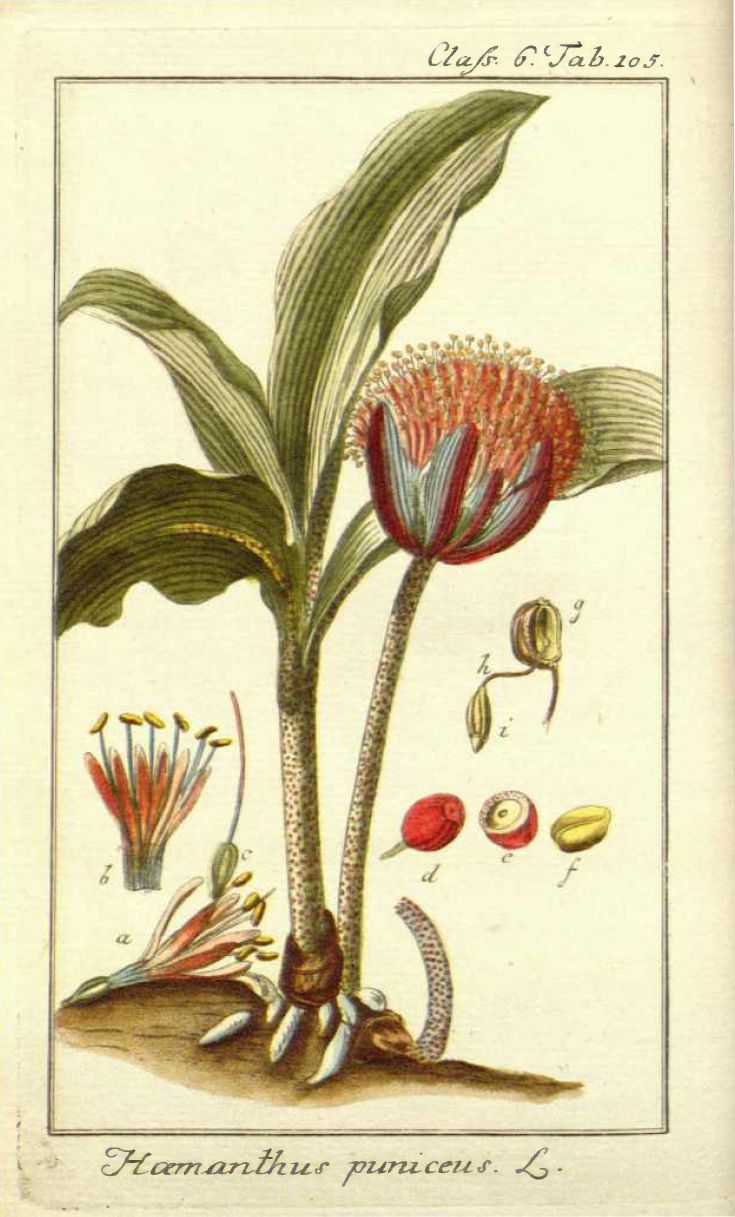
Ilustración

## Caracteres
En primavera presenta masas de flores naranjas y rojas, envueltas en brácteas rojas, que brotan sobre tallos jaspeados. Alcanza 45 cm de alto y es una atractiva planta de maceta.

## Distribución
Oriunda del este y sur de África desde Etiopía hasta Sudáfrica.

## Taxonomía
El género fue descrito por (L.) Friis & Nordal y publicado en Norwegian Journal of Botany 23: 64. 1976.
Sinonimia
- Haemanthus puniceus L. (1753).
- Gyaxis puniceus (L.) Salisb. (1866), nom. inval.
- Haemanthus orchidifolius Salisb. (1796).
- Haemanthus puniceus var. fortuita Herb. (1837).
- Haemanthus magnificus (Herb.) Herb. (1841).
- Haemanthus puniceus var. magnificus Herb. (1841).
- Haemanthus redouteanus M.Roem. (1847).
- Haemanthus redouteanus var. subalbus M.Roem. (1847).
- Haemanthus insignis Hook. (1853).
- Haemanthus natalensis Hook. (1863).
- Haemanthus rouperi auct. (1875).
- Haemanthus superbus Baker (1888).
- Haemanthus goetzei Harms (1901).
- Haemanthus fax-imperii Cufod. (1939).[5]